# Соколови (Саратовска област)
Соколови (на руски: Соколовый) е селище от градски тип в Русия, разположено в Саратовски район, Саратовска област. Населението му към 1 януари 2018 година е 6279 души.